# Nußdorf am Attersee
Nußdorf am Attersee – gmina w Austrii, w kraju związkowym Górna Austria, w powiecie Vöcklabruck. 1 stycznia 2015 liczyła 1153 mieszkańców.